# Griphopithecus alpani
Griphopithecus alpani é um primata hominídeo fóssil, presente no Mioceno, na Turquia, e uma das três espécies de Griphopithecus.